# Asus Chromebook C201
L'Asus Chromebook C201 est un Chromebook conçu par la société taïwanaise Asus équipé du SoC d'architecture ARM, Rockchip RK3288 qui lui permet, à la fois d'être proposé à un prix compétitif, d'avoir une autonomie de 13h, ce qui est rare pour des produits dans ces prix et d'être très léger avec son poids de 0,95 kg. On lui reproche par contre généralement la qualité de son écran,,.
Il est basé sur les spécifications de carte mère Chromebook dont le nom de code est Veyron Pinky et son nom de code est Veyron Speedy.
Les performances de son processeur, conçu par la société chinoise Fuzhou Rockchip, sont mis en avant par différents benchmarks, car équivalentes à des produits de prix supérieur comme le Tegra K1 ou certains processeurs d'architectures x86,,.
La distribution Debian Gnu/Linux ARM a été porté sur ce Chromebook.